# Babylon 5

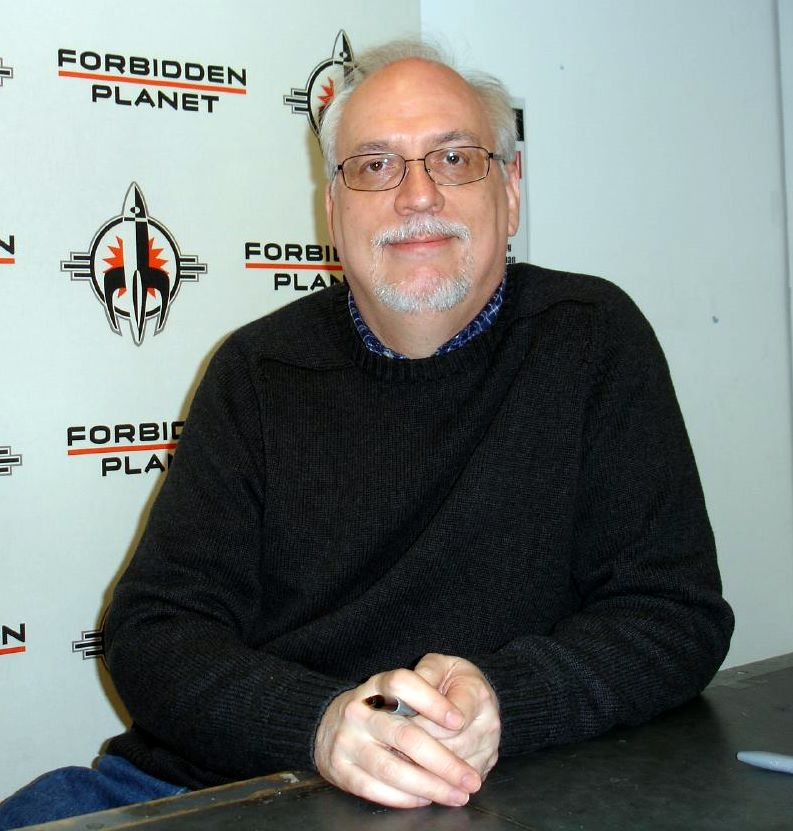
J. Michael Straczynski, tvůrce seriálu

Babylon 5 je americký sci-fi televizní seriál, jehož autorem je J. Michael Straczynski. Premiérově byl vysílán v letech 1994–1998, nejprve mezi lety 1994 a 1997 na stanici PTEN a poté v roce 1998 na stanici TNT. Celkově bylo natočeno 110 dílů v pěti řadách. Ději seriálu předchází televizní film Babylon 5: Vesmírný sumit a příběh dále rozvíjí dalších pět televizních filmů a jeden DVD film. Kromě toho byl z Babylonu 5 odvozen seriál Křížová výprava.
Děj seriálu se odehrává mezi lety 2258 a 2262 a popisuje osud vesmírné stanice Babylon 5, která je obchodní křižovatkou v hlubokém vesmíru. Zároveň spojuje Pozemšťany, Minbary, Centaury, Narny a Vorlony, tedy druhy, které ji podporovaly.

## Příběh
Straczynski se pokusil vytvořit sci-fi seriál pro dospělé publikum. Jednotlivými epizodami prostupuje komplikovaný rámcový příběh, postavy mají složité vzájemné vztahy i psychologii. Zároveň vytvořil konzistentní svět, který respektuje fyzikální zákony více než jiné vědecko-fantastické seriály a kde postavy nelze snadno rozdělit na kladné a záporné. Babylon 5 není utopií, žijí na něm zkrachovalé existence, bezdomovci, zločinci. I politické uspořádání má daleko k harmonii Spojené federace planet ze Star Treku a postupně lze sledovat přerod demokracie v tyranii.
Stanice Babylon 5 byla postavena deset let po pozemsko-minbarské válce. Jde v první řadě o stanici diplomatickou – mimozemské druhy se na ní mohou setkat a jednat na neutrální půdě (přestože stanice sama má pozemského velitele). Stavbu stanice sponzorovalo pět druhů – Pozemšťané, Minbaři, Centauři, Narni a Vorloni. Jejich velvyslanci a zástupci je reprezentují v Radě Babylonu 5. V ní zasedají i vyslanci ostatních druhů (většina z nich je spojena v Lize nezávislých světů), ale bez hlasovacího práva.
Straczinsky rozvíjí několik souběžných témat. Jedním z nich jsou osobní osudy jednotlivých postav, dalším politické změny v Pozemské alianci, napětí mezi běžnými lidmi a telepaty a asi nejvýraznější linií je blížící se konflikt s prastarou rasou Stínů, která se vrátila, aby uvedla Galaxii v chaos.

### První řada (Signs and Portents)
2258: Vedení stanice Babylon 5 v čele s komandérem Sinclairem se musí vypořádávat s mnoha problémy, například s přepady lodí piráty, znovuvzplanuvším konfliktem mezi znepřátelenými Centaury a Narny, militantní pozemskou rasistickou skupinou či Sborem PSI, vlivnou organizací sdružující pozemské telepaty. Začínají se objevovat náznaky blížícího se konfliktu se Stíny, o jejichž samotné existenci zatím většina ras nemá ani tušení. Mezi ně patří objevení (a brzké opětovné zmizení) ztracené stanice Babylon 4 a především příchod jistého pana Mordena, který se spolu se svými tajemnými „obchodními partnery“ (kteří, jak se později ukáže, nejsou nikdo jiný, než Stíny) očividně značně zajímá o cíle a ambice centaurského velvyslance Londa Mollariho.

### Druhá řada (Coming of Shadows)
2259: Komandér Sinclair byl převelen s tím, že bude jako velvyslanec reprezentovat Zemi na domovské planetě Minbarů a vedení stanice po něm přebírá kapitán John Sheridan. Minbarská velvyslankyně Delenn se podrobuje záhadné transformaci, během níž se přemění v minbarsko-lidského hybrida. Prezident Pozemské aliance Luis Santiago, který podporoval spolupráci a porozumění mezi lidmi a mimozemskými rasami, umírá při údajné nehodě. Jeho nástupcem se stává xenofobní viceprezident Morgan Clark, který začíná Alianci přetvářet v totalitní stát a zakládá tzv. Noční hlídku, organizaci nápadně podobnou nacistické SA. Když vyjde najevo, že Santiagova smrt nebyla náhoda ale následek atentátu, vedení Babylonu 5 se připojuje k hnutí odporu. Vypukne narnsko-centaurská válka, která skončí porážkou Narnů a jejich území se stává centaurským protektorátem. Zároveň se množí hlášení o objevení neznámých nepřátelských lodí Stínů v hyperprostoru.

### Třetí řada (Point of No Return)
2260: V Pozemské alianci sílí vliv Noční hlídky, bezmezně oddané prezidentu Clarkovi, a objevují se důkazy, že Clark byl zodpovědný za zavraždění svého předchůdce. Když Clark vyhlásí stanné právo, všechny pozemské kolonie, včetně Babylonu 5, se odtrhnou od Pozemské aliance. Začíná válka mezi Aliancí a jejími bývalými koloniemi. Současně nabývá na intenzitě ohrožení, které představují útoky Stínů. Kapitán Sheridan proto obdrží od velvyslankyně Delenn technicky vyspělou bojovou loď pojmenovanou Bílá hvězda. Přibývající útoky Stínů vedou k vytvoření mezirasové aliance pro boj proti tomuto tajemnému, ale smrtícímu nepříteli; dochází k prvním otevřeným bojům. Sheridan se přes varování vydává na Z'ha'dum, centrální planetu Stínů, a umírá při úspěšném pokusu o zničení jejich hlavní základny.

### Čtvrtá řada (No Surrender, No Retreat)
2261: Kapitán Sheridan sice umírá, ale během přechodu mezi životem a smrtí se setkává s tajemnou bytostí jménem Lorien, která patří mezi členy jedné z „prvních ras“. Lorien mu propůjčuje část své životní síly, která ho vrací zpět mezi živé, ale jen na omezenou dobu (20 let). Sheridan se vrací na Babylon 5 a pokračuje ve válce se Stíny. Velvyslanec rasy Centaurů Londo Mollari zjišťuje, že centaurský císař Cartagia je šílený a vede svůj národ do záhuby. Zosnuje úspěšný komplot, jehož cílem je císařova vražda, a po jeho smrti se stává premiérem Centaurské republiky. Sheridan vede vojsko různých ras do závěrečné bitvy se Stíny. Ta končí jeho vítězstvím, ovšem nikoliv vojenským, ale v diskuzi. Obě „starší rasy“, Stíny i Vorloni, opouštějí Galaxii. Zanechávají „mladší rasy“ svému osudu, aby si utvářely vesmír podle vlastních představ. Poté se Sheridan soustředí na boj proti totalitnímu režimu Pozemské aliance, jehož výsledkem je vítězství vzbouřenců a sebevražda prezidenta Clarka. Nakonec je Sheridan zvolen prezidentem nově založené Mezihvězdné aliance.

### Pátá řada (Wheel of Fire)
2262: Vedení stanice Babylon 5 se ujímá kapitánka Elisabeth Lochleyová. Prezident Sheridan si volí stanici za své dočasné sídlo, než budou hotovy prostory připravované na planetě Minbar. Na stanici je zřízena kolonie uprchlých telepatů, kteří jsou na útěku před Sborem PSI. Část telepatů spáchá později sebevraždu, když je agenti Sboru PSI přijdou zatknout a odvézt zpět na Zemi. Dochází k napadání lodí členů Aliance záhadným nepřítelem, z něhož se nakonec vyklubou Centaurové. Centaurský regent však nejedná ze svobodné vůle, neboť je manipulován a ovládán rasou Drakhů, bývalými spojenci Stínů. Po útoku Aliance na domovský svět Centaurů regent umírá a velvyslanec Londo Mollari se stává centaurským císařem.

### Prvky ze seriálu
Babylon 5 je pátou stanicí svého druhu. Babylony 1, 2 a 3 byly zničeny sabotáží během stavby, Babylon 4 zmizel 24 hodin před svým zprovozněním. Dostavit a plně zprovoznit se podařilo až Babylon 5, nejmenší ze všech. Největší byl Babylon 4. Stanice je umístěna v systému Epsilon Eridani na orbitě třetí planety této soustavy.
Hlavními druhy na stanici Babylon 5 jsou Pozemšťané, Minbaři, Centauři, Narnové a do čtvrté řady i Vorloni. Právě těchto pět druhů sponzorovalo stavbu stanice. Dále jsou zde druhy z Ligy nezávislých světů a posléze i Stíny a jejich spojenci.

### Témata
Vorloni a autoritativní pozemský režim se symbolizují do podoby stabilního řádu. Zatímco u Vorlonů jde o postoj ovlivněný tisíciletou moudrostí, u prezidenta Clarka jde o pouhý exces. Proti Vorlonům stojí ztělesněný Chaos – Stíny. V prvních dvou řadách seriálu se zdá, že Stíny reprezentují čiré zlo, zatímco konzervativní Vorloni dobro. Později se však ukazuje, že i Vorloni napáchají ve své zaslepenosti a touze po řádu mnoho škod a Straczynsky se přiklání ke třetí, kompromisní cestě. Tu reprezentují Rangeři (převážně složení z lidí a Minbarů) a minbarský Šedý koncil.
Straczinsky vyjadřuje obdiv vůči všem kdo hledají pravdu a lásku. Ale i ti mohou na své cestě selhat a stát se jako Lenier obětí svých nenaplněných citů. Hledání pravdy a smyslu života Straczinsky několikrát symbolizuje jako hledání grálu.
Ve světě Babylonu 5 dojde k mnoha válečným konfliktům. Některé z nich jsou osudovým střetem mezi dobrem a zlem, ale většinou jde jen o strašlivý následek tragického nedorozumění.
Mnoho postav se musí potýkat se svou závislostí. Garibaldi bojuje s alkoholismem, doktor Franklin nadužívá stimulanty a Londo baží po moci a je ochoten obětovat téměř cokoli pro společenské postavení.

## Obsazení
- Michael O'Hare jako komandér Jeffrey Sinclair (1. řada, jako host ve 2. a 3. řadě), velitel stanice
- Claudia Christianová jako nadporučík Susan Ivanovová (1.-4. řada, jako host v 5. řadě), první důstojník stanice
- Jerry Doyle jako náčelník Michael Garibaldi, velitel staniční bezpečnosti
- Mira Furlanová jako Delenn, minbarská velvyslankyně
- Richard Biggs jako doktor Stephen Franklin, hlavní staniční lékař
- Andrea Thompsonová jako Talia Wintersová (1.–2. řada), staniční telepatka
- Stephen Furst jako Vir Cotto, centaurský asistent velvyslance Mollariho
- Bill Mumy jako Lennier, minbarský asistent velvyslankyně Delenn
- Caitlin Brownová jako Na'Toth (1. řada, jako host v 5. řadě), narnská asistentka velvyslance G'Kara
- Mary Kay Adamsová jako Na'Toth (2. řada), narnská asistentka velvyslance G'Kara
- Andreas Katsulas jako G'Kar, narnský velvyslanec
- Peter Jurasik jako Londo Mollari, centaurský velvyslanec
- Bruce Boxleitner jako kapitán John Sheridan (2.–5. řada), velitel stanice
- Robert Rusler jako poručík Warren Keffer (2. řada), stíhací pilot
- Jason Carter jako Marcus Cole (3.–4. sezóna), ranger
- Jeff Conaway jako seržant Zack Allan (3.-5. řada, jako host ve 2. řadě), zástupce velitele bezpečnosti
- Patricia Tallmanová jako Lyta Alexanderová (4.-5. řada, jako host ve 2. a 3. řadě), staniční telepatka
- Tracy Scogginsová jako kapitán Elizabeth Lochley (5. řada), velitelka stanice

## Produkce

### Hudba
Hudba k úvodnímu filmu Babylon 5: Vesmírný sumit byla složena Stewartem Copelandem. Když byl seriál odsouhlasen k pravidelnému týdennímu vysílání, Copeland nebyl volný a tak Straczinsky oslovil Christophera Frankeho, který složil hudbu ke všem pěti sezónám a ke třem filmům. Když Straczinsky vytvářel novou scenáristickou edici Vesmírného sumitu, byla originální Copelandova hudba nahrazena hudbou od Frankeho.

## Související filmy a seriály
- Babylon 5: Vesmírný sumit (1993) – úvodní film, vůbec první dílo s tématem Babylonu 5
- Babylon 5: Na počátku (1998) – hlavní příběh snímku se odehrává před vlastním seriálem v době pozemsko-minbarské války
- Babylon 5: Třetí prostor (1998) – epizodní příběh odehrávající se v době 4. řady Babylonu 5
- Babylon 5: Řeka duší (1998) – epizodní příběh odehrávající se nedlouho po skončení 5. řady Babylonu 5
- Babylon 5: Volání do zbraně (1999) – film tvořící přechod mezi dvěma seriály, odehrává se několik let po skončení Babylonu 5 a tvoří úvod k seriálu Křížová výprava
- Křížová výprava (1999) – třináctidílný seriál, spin-off Babylonu 5, odehrává se několik let po jeho skončení
- Babylon 5: Legenda o strážcích (2002) – pilotní film k nakonec nerealizovanému seriálu, odehrává se několik let po skončení Babylonu 5
- Babylon 5: Hlasy v temnotě (2007) – DVD snímek první film ze zamýšlené antologické série, která však nepokračovala, odehrává se několik let po skončení Babylonu 5